# Hemel Hempstead

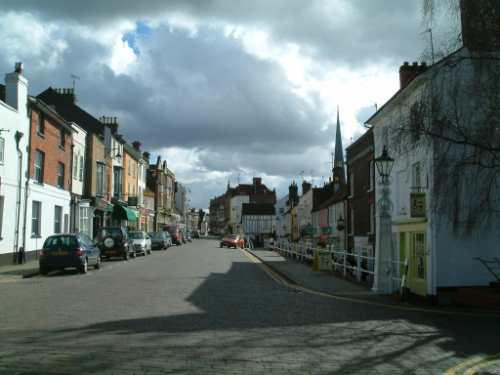
Oude stadswijk

Hemel Hempstead is een plaats (town) in Hertfordshire, Engeland met een bevolking van 81.143 volgens de volkstelling van 2001. De plaats ontwikkelde zich na de Tweede Wereldoorlog als een nieuwe stad. De geschiedenis van Hemel Hempstead gaat terug tot de 8e eeuw.
Op 11 december 2005 vond een serie ontploffingen plaats in de olie-opslagplaats Hertfordshire Oil Storage Terminal.

## Geboren
- Steven Wilson (1967), muzikant, zanger, producer
- Luke Donald (1977), golfprofessional
- Anthony Davidson (1979), Formule 1-coureur
- Lee Grant (1983), voetballer
- Ronnie Henry (1984), voetballer
- Chris Eagles (1985), voetballer
- Jonathan Bond (1993), voetballer
- Josie Green (1993), voetbalster
- Max Whitlock (1993), turner
- Cauley Woodrow (1994), voetballer
- Charlotte Bankes (1995), Frans snowboardster
- Harry Winks (1996), voetballer
- Sheyi Ojo (1997), voetballer